# Gunnar Ortmann
Gunnar Ortmann (* 26. Juli 1947 im Søborggård Sogn, Gladsaxe Kommune; † 7. Oktober 2021) war ein dänischer Diplomat.

## Leben
1975 erwarb er einen Hochschulabschluss in Politikwissenschaften. Noch im gleichen Jahr begann er seine diplomatische Laufbahn im dänischen Außenministerium. Ab 1976 war er als Sekretär im saudi-arabischen Dschidda tätig. 1979 ging er zurück nach Kopenhagen und wurde Abteilungsleiter im Außenministerium. 1984 wurde er Berater in Bonn, bis er 1988 die Leitung der Abteilung für Europäische Integration des Außenministeriums übernahm. 1992 wurde er Staatssekretär. 1995 übernahm er die Funktion des dänischen Botschafters in Schweden. Nach einer weiteren Zeit im Außenministerium war er von 2001 bis 2005 dänischer Botschafter in Deutschland, anschließend in Österreich. Er war außerdem ständiger Vertreter Dänemarks bei den Vereinten Nationen in Wien und bei der UNIDO. Darüber hinaus war er dänischer Botschafter in Mazedonien, ab 2006 war er auch dänischer Botschafter in Malta.

## Familie und Persönliches
Ortmann war mit Anne Lise Ortmann verheiratet und hatte zwei Kinder.

## Werke
- Der europäische Einigungsprozess nach der dänischen Ratspräsidentschaft, 2003